# Dokumacılar, Yusufeli
Dokumacılar là một xã thuộc huyện Yusufeli, tỉnh Artvin, Thổ Nhĩ Kỳ. Dân số thời điểm năm 2010 là 467 người.